# 馬征宏
馬 征宏（マ・ジェンホン、1973年12月10日 - ）は、中国・山東省出身の京劇俳優。
山東省京劇院退団後、北京京劇院や北京風雷京劇団などの誘いを断り、2003年に来日。新潮劇院の看板俳優として、日本を拠点に孫悟空役などで活躍している。日本をはじめスペイン・ポルトガル・ドイツ・ ベルギー・タイ・インド・香港などの海外公演にも多数参加している。
専門は武丑（文武両方ができる道化役）。武丑は、立ち回りと道化の両方が要求されるため厳しい肉体訓練と深い役作りや演技が必要となり、習得は困難で現在中国国内でも不足している役柄である。

## 来日後の主な経歴
京劇公演
- 新潮劇院公演
- チャイナスター公演（2007年に閉館）
- 横浜大世界（オープン時、孫悟空役で出演）
- 関帝誕（横浜中華街関帝廟の主神・関聖帝君の聖誕を祝う記念イベント）出演。
- 中国・台湾・在日の一流京劇俳優競演の『三国志演義』出演。
- 早稲田大学企画『ユネスコ世界無形文化遺産・崑曲 中国伝統演劇・京劇　公演と公開稽古』出演。
- 日本を代表する豪華客船・飛鳥Ⅱ内での京劇公演に出演。
- 豪華客船・ぱしふぃっくびーなす内での京劇公演に出演。
- 四川省大地震 チャリティ京劇公演に出演。
- 新潮劇院 2009年公演『安天会～孫悟空　天界大暴れ～』に主演。日本ではほぼ公演を行わない第十場、約75分の公演に出ずっぱりで出演した。早々に前売チケットが完売したため、早々に再演も上演された。
- 新潮劇院『孫悟空vs孫悟空』で主演のニセモノの孫悟空役を演じる。中川晃教、ジェームズ小野田、大駱駝艦など日本人アーティストと共演。
- 新潮劇院『三国志～古城会～関羽千里行より』に馬童役として出演。

京劇以外
- 日本映画『歌舞伎町案内人～紅灯区　闇社会へようこそ』出演。
- 創作舞踊劇場『火の鳥 / 転生編　炎のむこうにあなたがいた』で京劇所作指導。
- 八世：野村万蔵（五世：野村万之丞）プロデュース公演『真技樂』『奈良楽』に出演。
- テレビ東京『上海大腕』出演。中国伝統芸術を紹介する企画の際、京劇俳優代表として藤井隆の前で孫悟空の演技を披露する。
- 『NHKニューイヤーオペラコンサート』出演（チョン・ミョンフン：指揮、東京フィルハーモニー交響楽団：演奏）
- 新国立劇場オペラ『愛怨』に出演（瀬戸内寂聴：原作、三木稔：作曲、大友直人：指揮）
- 武蔵野大学で開催された教養講座（京劇・雑技・武術）公演で初演出。
- ル テアトル銀座 by PARCOで上演された、市川猿之助（現 二代目  市川猿翁）総合演出の『ジンギスカン～わが剣、熱砂を染めよ～』に出演。